# Penang (Schiff, 1905)
Die Penang (ex. Albert Rickmers) wurde 1905 auf der Rickmers-Werft in Geestemünde gebaut als Stahl-Bark für den eigenen Bedarf der Rickmers Reederei im Liniendienst nach Ostasien.

## Geschichte
Die Vollschiffe Rickmer Rickmers (1896), Erik Rickmers (1897) und Mabel Rickmers (1898) waren als Schwesterschiffe nacheinander für den Bedarf der eigenen Reederei gebaut. Aus wirtschaftlichen Gründen wurden um die Jahrhundertwende viele Vollschiffe als Bark umgeriggt und zur Auffüllung der eigenen Flotte (Schiffsverluste 1899, 1902 und 1904) wurde 1905 ein weiteres Schwesterschiff (nach den Bauplänen der Mabel Rickmers) wieder mit dem Namen Albert Rickmers als Bark auf der eigenen Werft in Geestemünde gebaut. Von 1905 bis 1911 war sie für die Rickmers Reederei in Fahrt.
1911 wurde sie an die Hamburger Reederei F. Laeisz verkauft und als ihr 72. Segelschiff in der Flotte registriert. Die Bark wurde traditionsgemäß mit „P“ beginnend umbenannt in Penang und wurde als Frachtsegler im südamerikanischen Chile- und Mexiko-Dienst eingesetzt.
Bekannte Schiffsführer:
- 1912–1913 Kapitän H. A. Siemer
- 1913–1914 Kapitän August Oetzmann
- 1914 Kapitän Wilhelm Pohlig

1917 wurde das Schiff als schwimmendes Lager an J. H. Bachmann nach Bremen verkauft.
Nach dem Ersten Weltkrieg 1919 wurde die Penang an die Entente ausgeliefert. Durch weiteren Verkauf führte die Penang dann Fahrten unter finnischer Flagge durch.
1920 verkauft an John Nurminen, Rauma, Finnland
- 1920–1921 Kapitän Frans Edvin Wene (1877–1954)
- 1921–1923 Kapitän Arvo Gustav Blomfelt (1892–1963)

1923 verkauft an Gustaf Erikson, Mariehamn
- 1923–1925 Kapitän Arvo Gustav Blomfelt (1892–1963)
- 1925–1931 Kapitän Johannes Mauritz Leonhard Mattsson (1893–1978)
- 1931–1933 Kapitän Amandus Ferdinand Grönlund (1892–1948)
- 1933–1934 Kapitän Uno Gotthard Mattsson (1903–1969)
- 1934–1936 Kapitän Amandus Ferdinand Grönlund (1892–1948)
- 1936–1940 Kapitän Karl Victor Karlsson (1903–1940)

Auf der Rückreise von Port Victoria, Australien, nach Queenstown, Irland, wurde sie am 8. Dezember 1940 nach einem Torpedoangriff von U 140 unter Oberleutnant zur See Hans-Peter Hinsch im Nord-Atlantik auf Position 55° 25′ 0″ N, 10° 15′ 0″ W versenkt. Es gab keine Überlebenden (Kapitän und 17 Mann).